# واسیل یاکوولف
واسیل یاکوولف (انگلیسی: Vasyl Yakovlev؛ زادهٔ ۳ ژوئیهٔ ۱۹۷۲) دوچرخه‌سوار اهل اوکراین است.وی همچنین از دوچرخه‌سواران بازی‌های المپیک تابستانی ۱۹۹۲ تا ۲۰۰۴ بوده است.